# Maxus

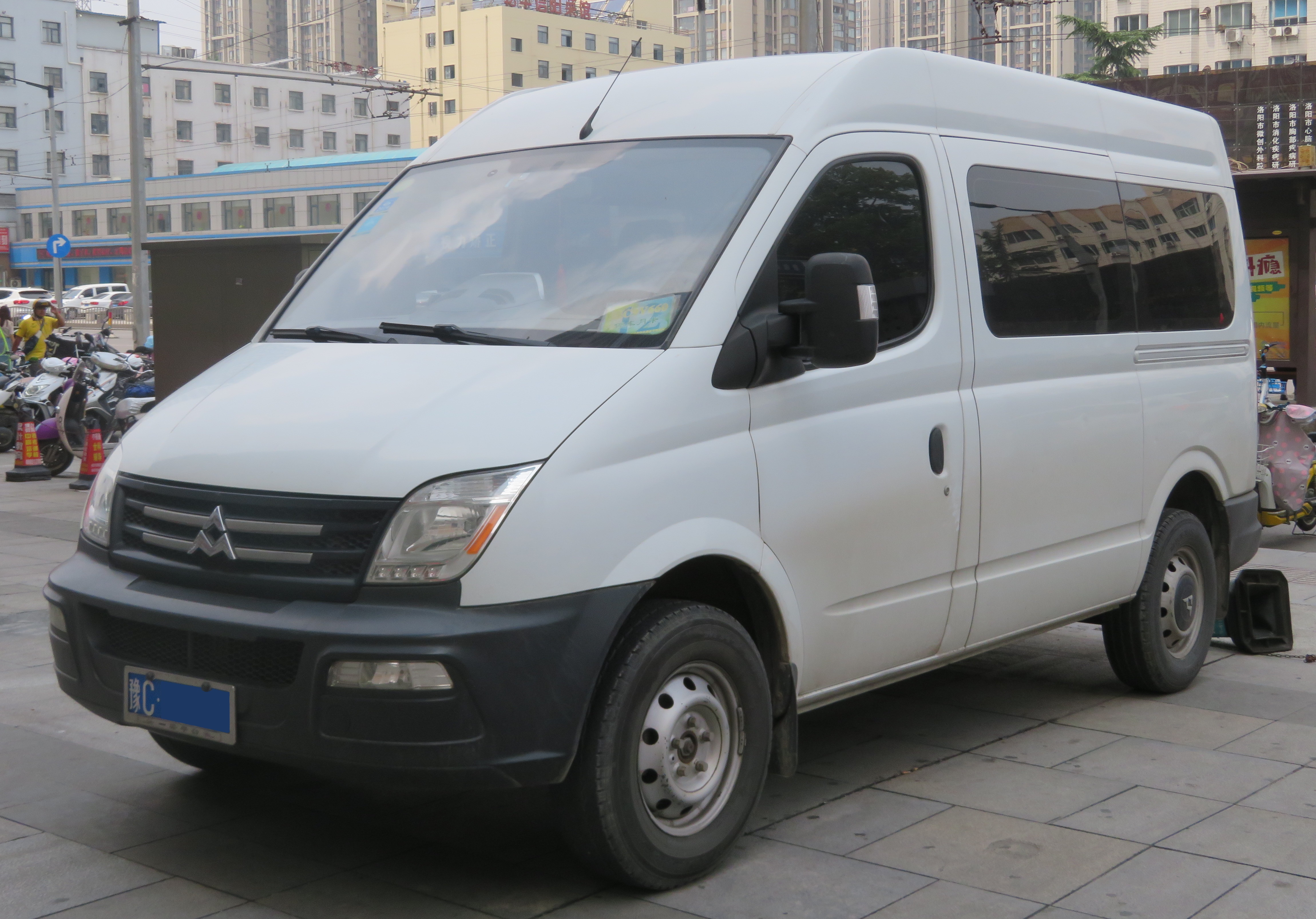
Maxus V80

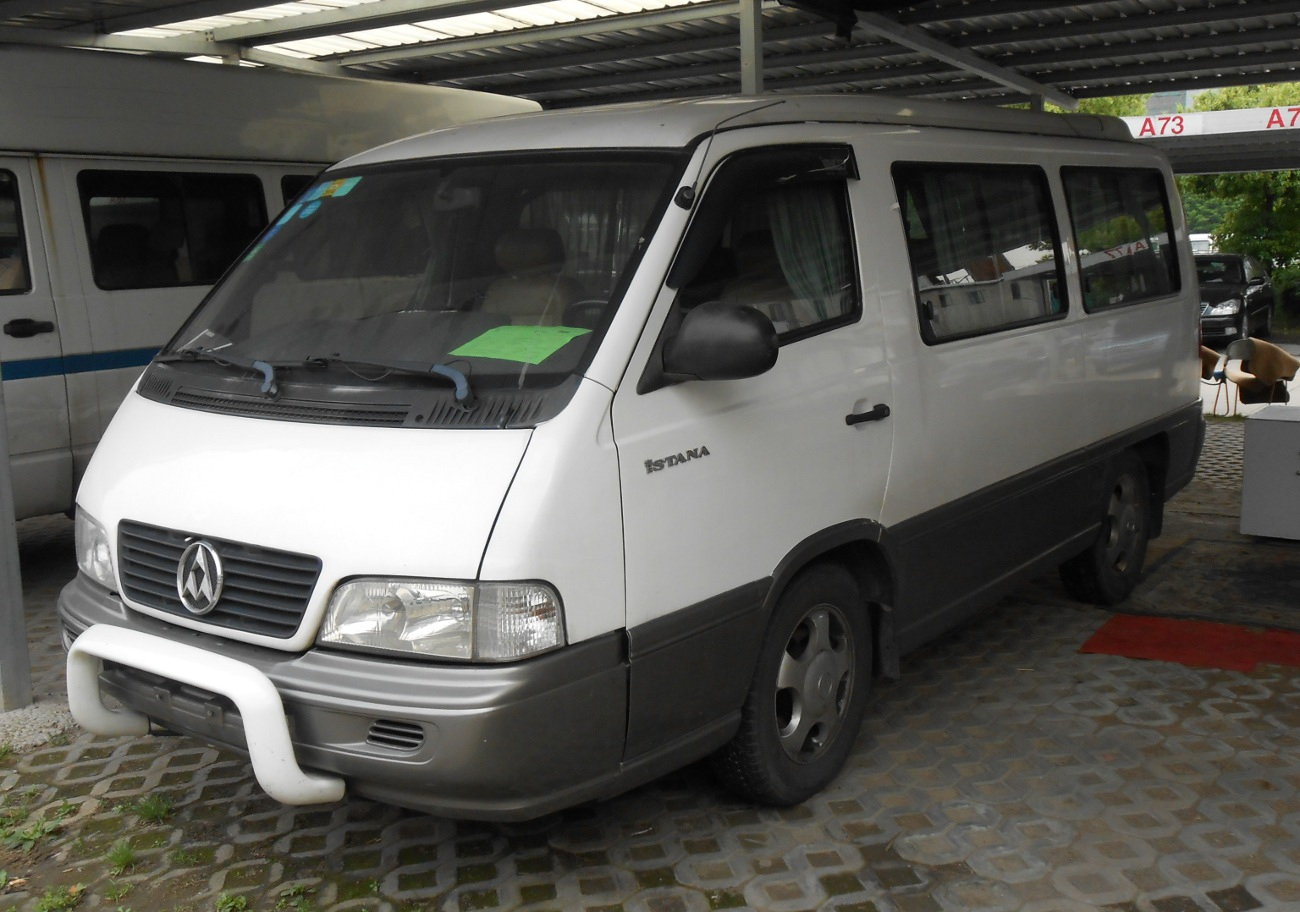
Maxus Istana

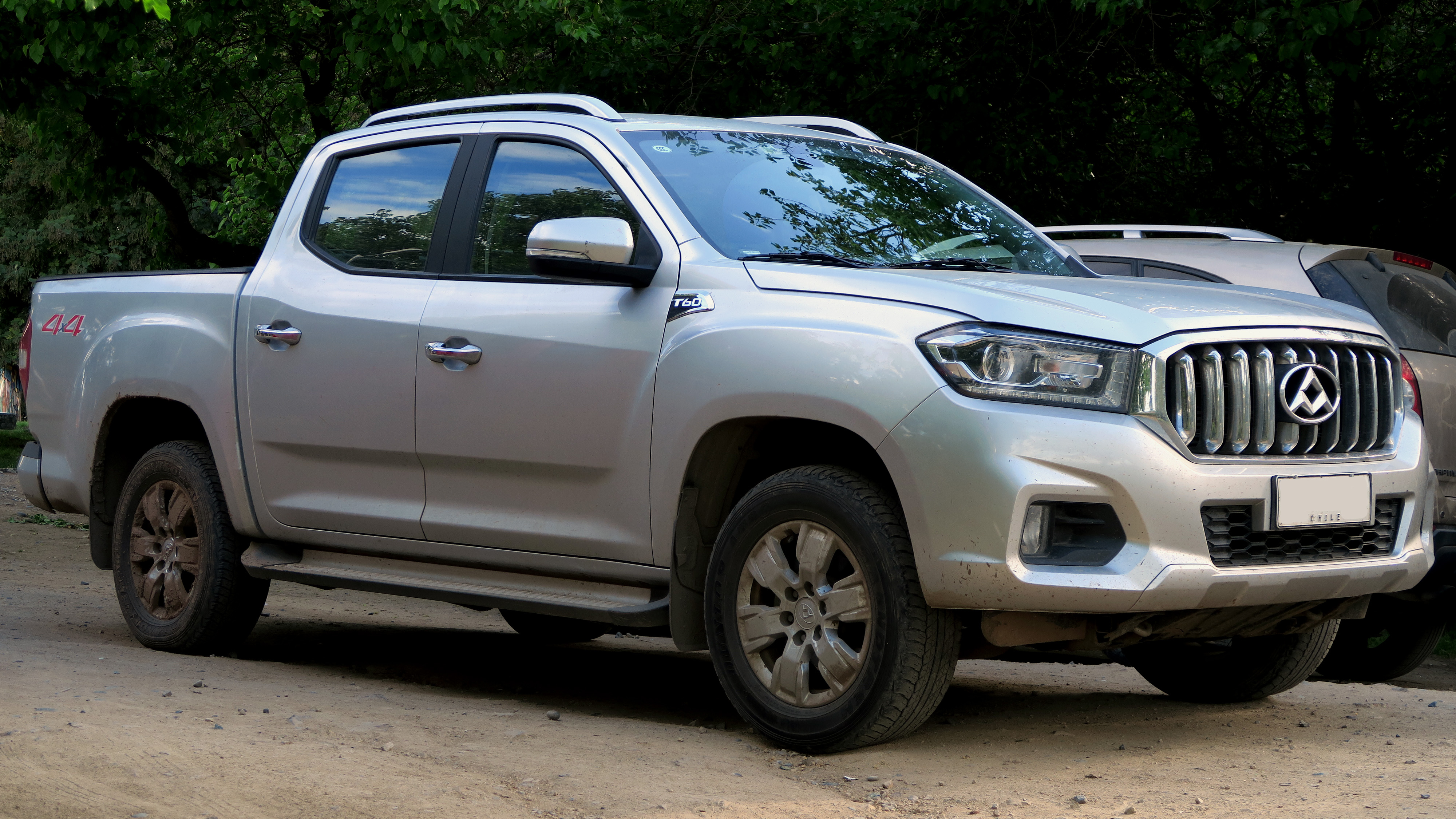
Maxus T60

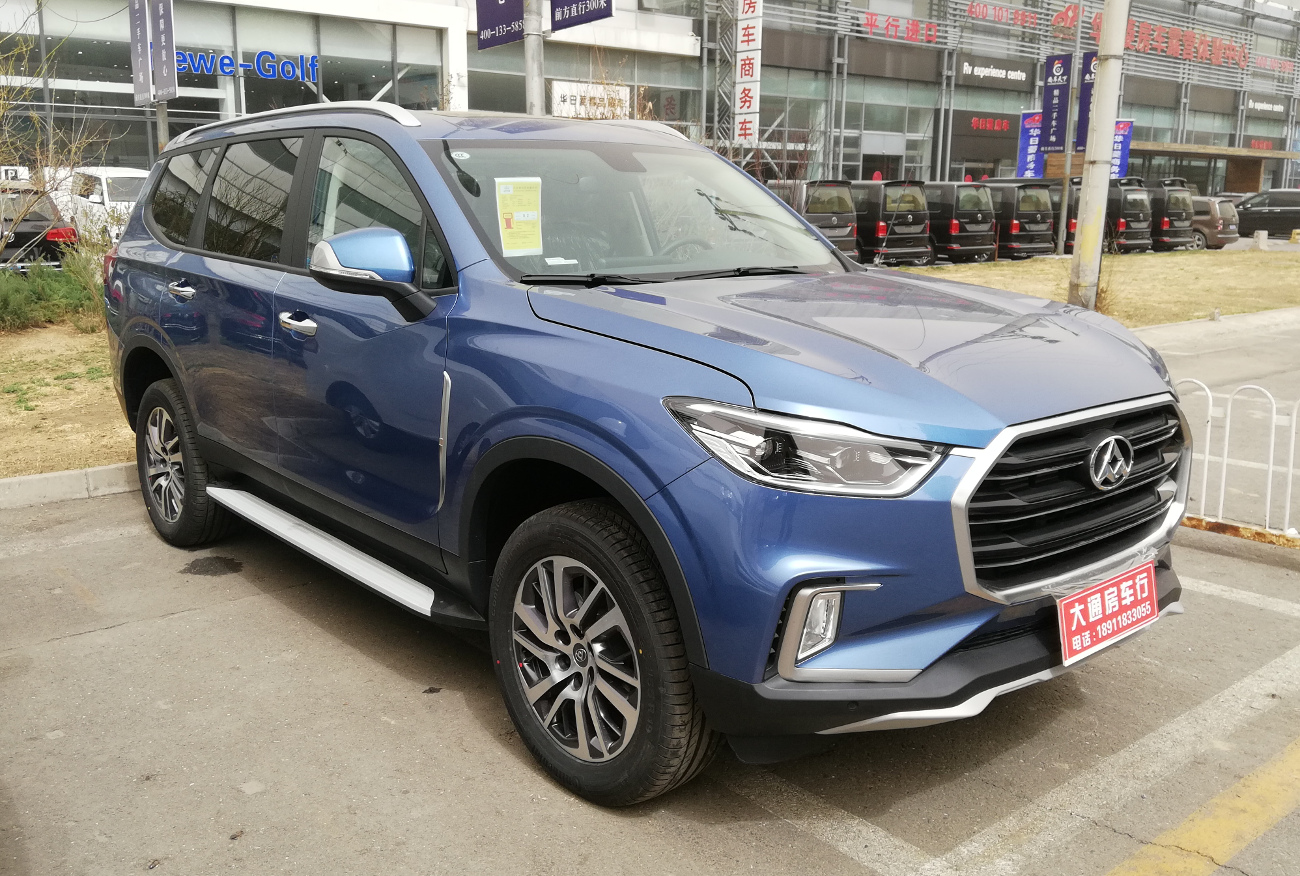
Maxus D90

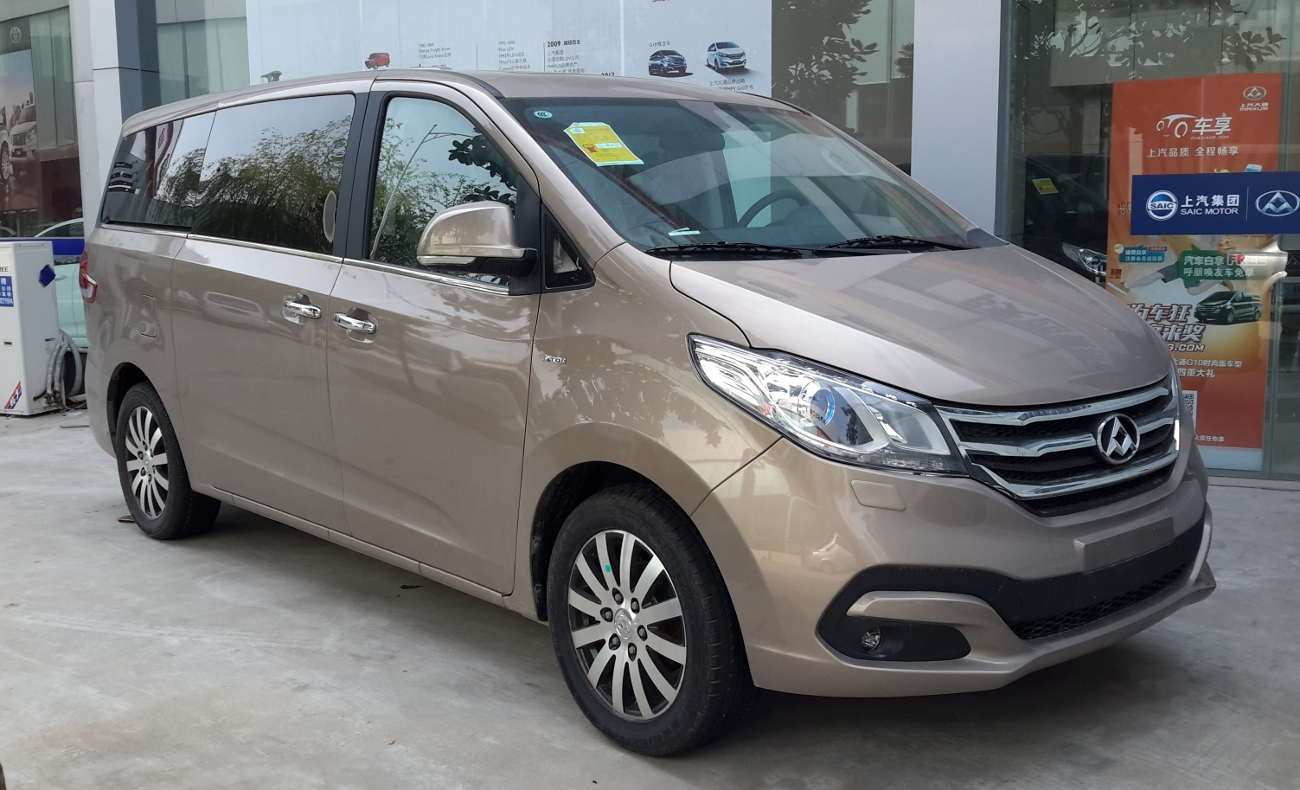
Maxus G10

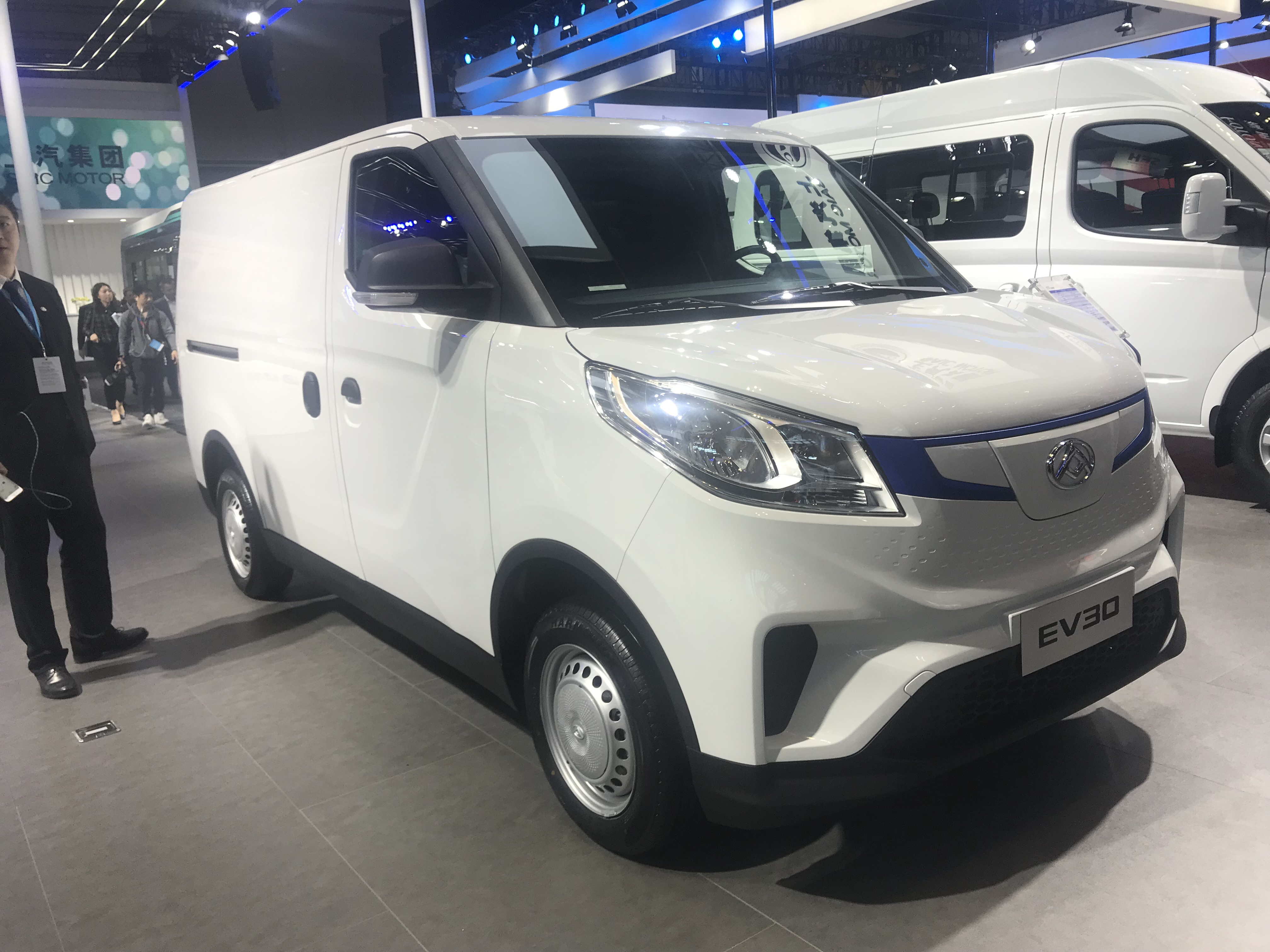
Maxus EV30

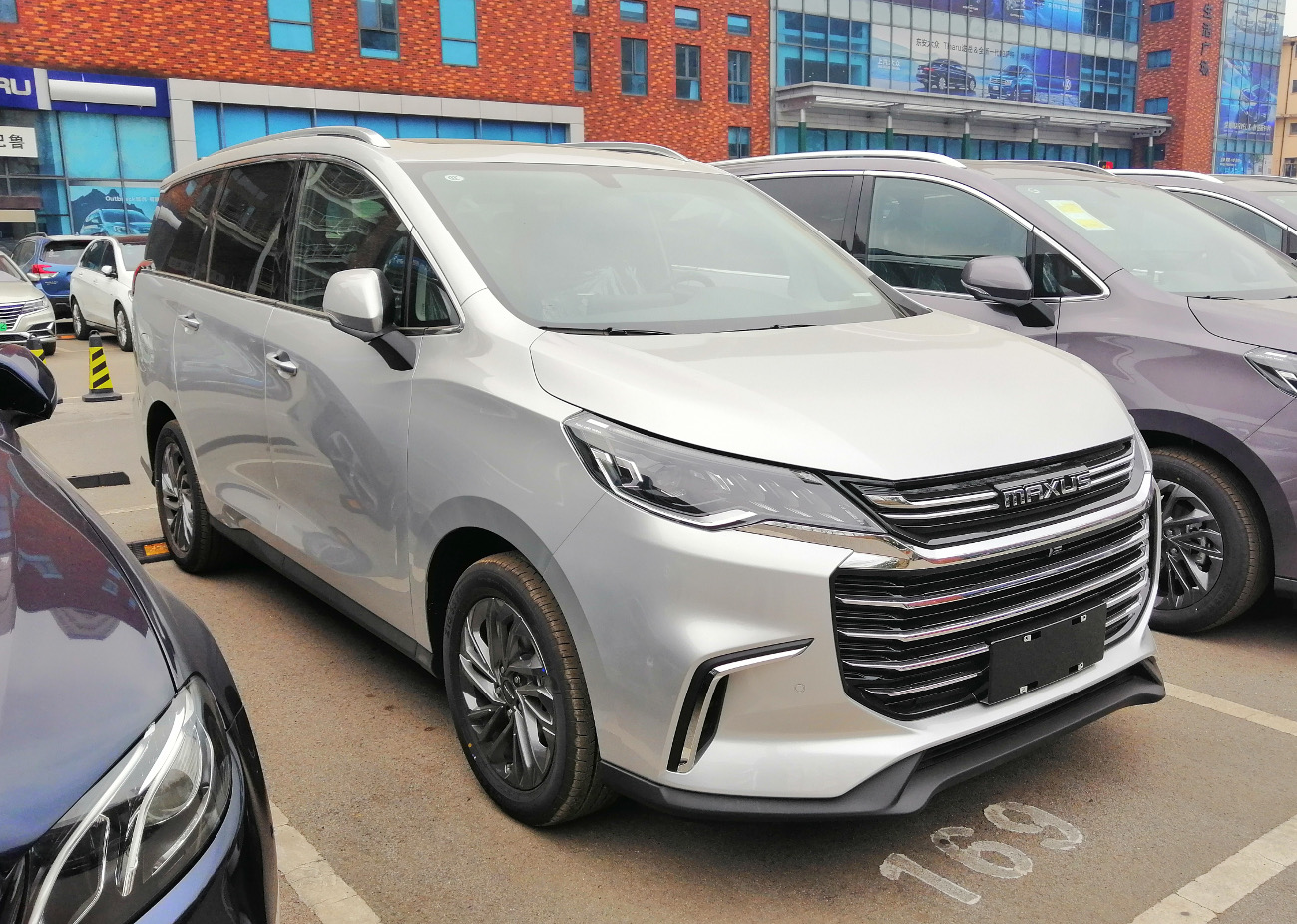
Maxus G50

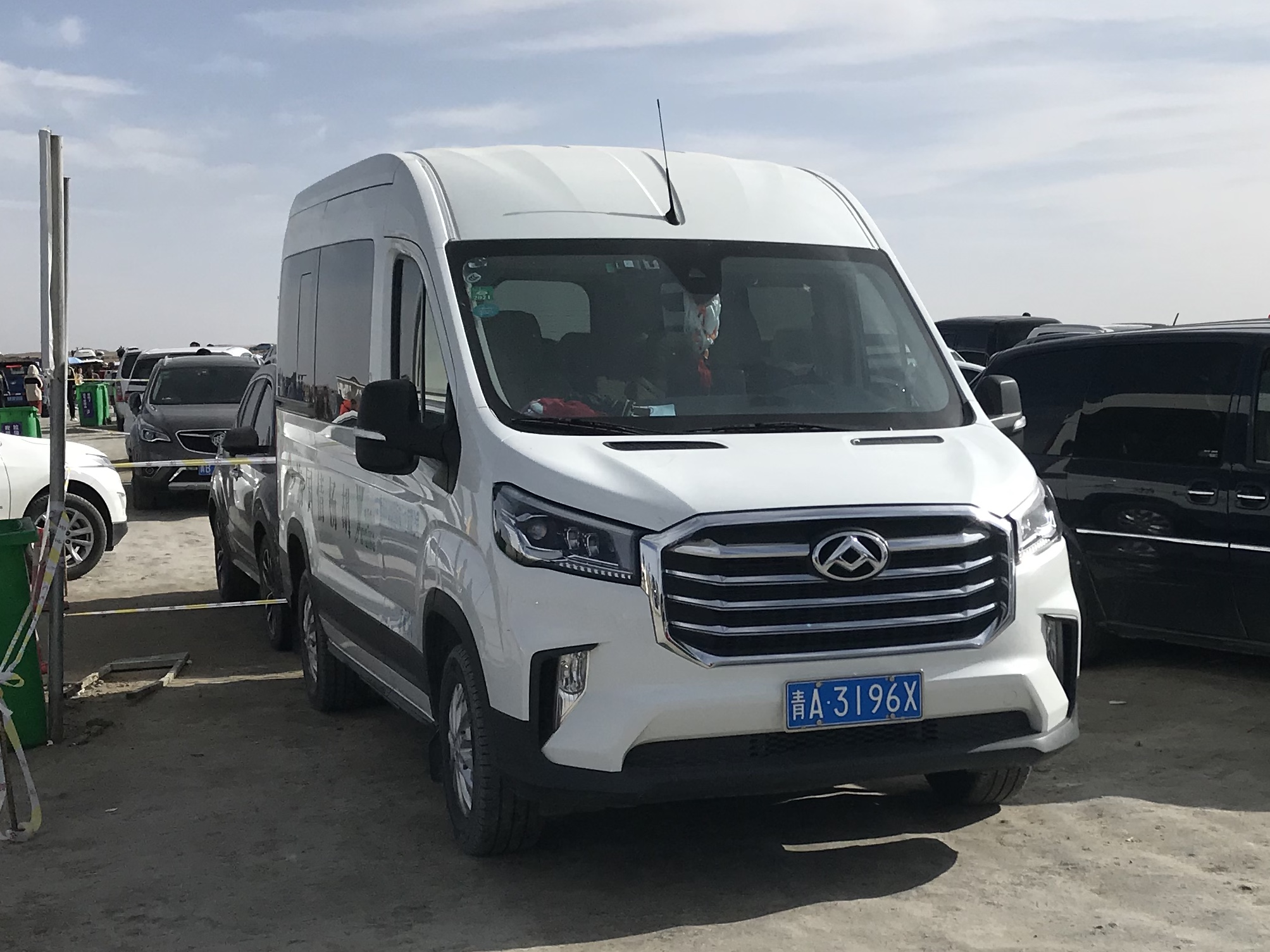
Maxus V90

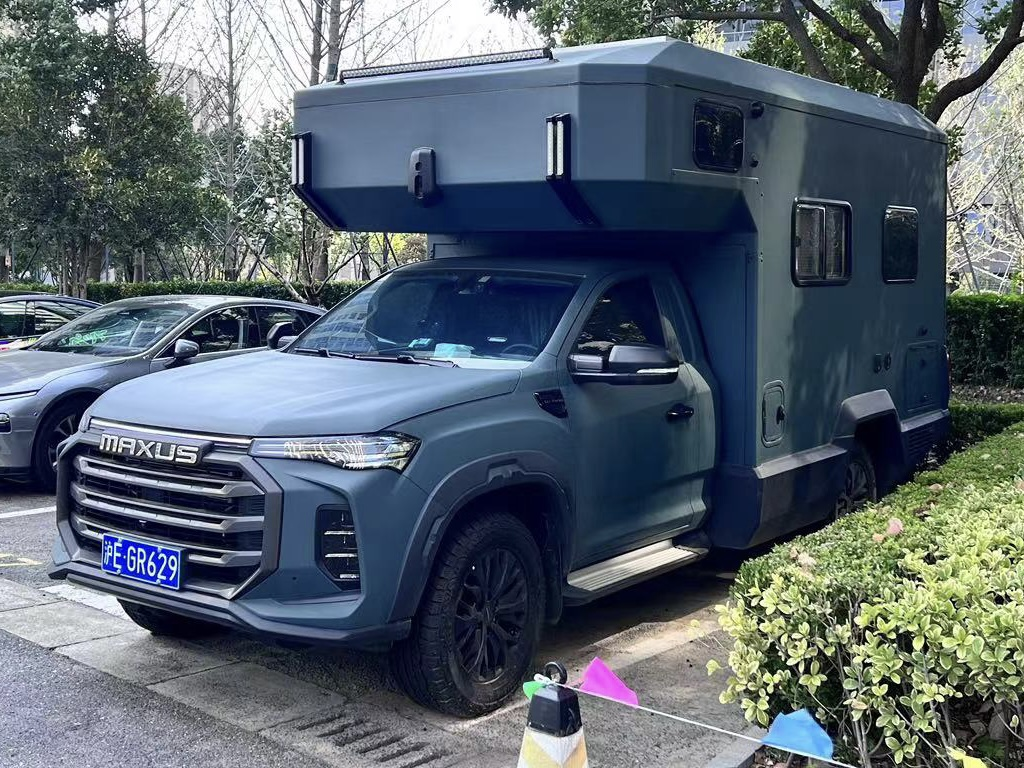
Maxus T90

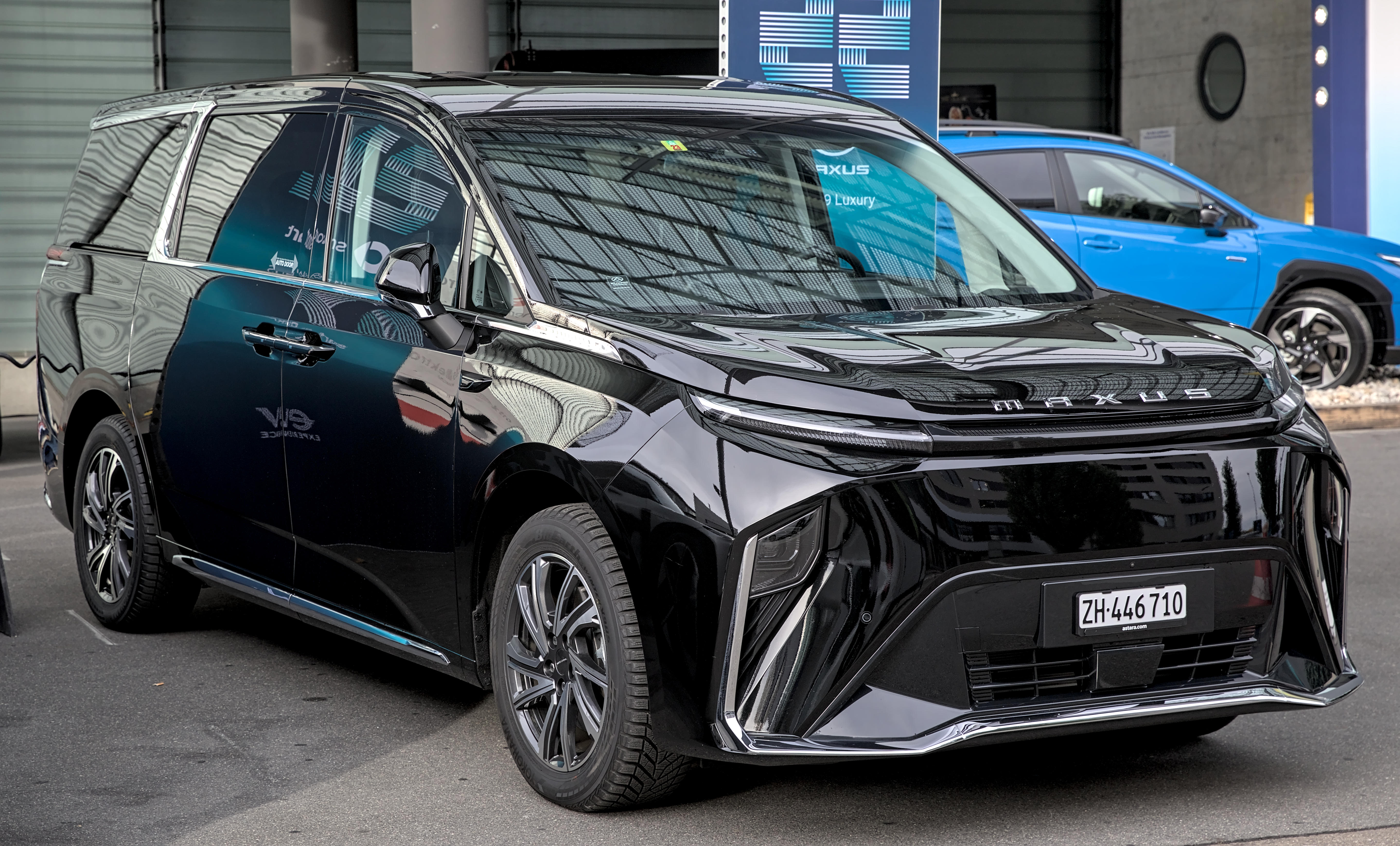
Maxus Mifa 9

Maxus (chiń. upr. 上汽大通) – chiński producent samochodów użytkowych i osobowych, z siedzibą w Szanghaju, działający od 2011 roku. Należy do chińskiego koncernu SAIC Motor.

## Historia
W 2009 roku chiński koncern SAIC Motor podjął decyzję o kupnie brytyjskiego przedsiębiorstwa LDV Group, które znalazło się wówczas w stanie upadłości. Razem z zakupem firmy nabyto prawa do jedynego modelu tworzącego ofertę LDV w ostatniej fazie istnienia w postaci dostawczego Maxusa. Dwa lata później, we wrześniu 2011 roku produkcja pojazdu została wznowiona w chińskich zakładach SAIC w Jiangsu, inaugurując jednocześnie powstanie nowej marki Maxus, z pierwszym modelem V80, który był zarazem jedynym modelem, który wywodził się z czasów istnienia brytyjskiego LDV Group. Drugi model Maxusa, przedstawiony w marcu 2014 roku, duży minivan G10, powstał od podstaw jako nowa, chińska konstrukcja.
Choć pierwotnie marka Maxus powstała z myślą o samochodach typu van, to w drugiej połowie drugiej dekady XXI wieku zaczęto stopniowo dywersyfikować ofertę modelową. W 2016 roku zadebiutował duży pickup T60, z kolei rok później ofertę wzbogacił pierwszy SUV pod nazwą D90.

### Elektryfikacja
W 2014 roku Maxus przedstawił swój pierwszy samochód elektryczny w postaci modelu EV80 opartego na spalinowym V80, z kolei dwa lata później elektryczny wariant otrzymał także model G10 w postaci napędzanego prądem EG10. W 2018 roku przedstawiono pierwszy model od podstaw zbudowany z myślą o napędzie na prąd w postaci dostawczego vana EV30.
W 2019 roku zainicjowano nową submarkę elektrycznych modeli opartą także o osobowe modele Maxusa w postaci linii Euniq. Pierwszymi modelami zostały Euniq 5 oraz Euniq 6. W 2022 roku linia ta została przemianowana na Mifa, opierając się na większej niż dotychczas linii luksusowych minivanów. W 2023 roku Maxus przedstawił nową rodzinę elektrycznych modeli osobowo-użytkowych w postaci dużych vanów Dana M1/Dana V1. We wrześniu 2024 podczas targów samochodowych w niemieckim Hanowerze Maxus przedstawił pierwszy samochód, który po raz pierwszy miał swoją premierę nie w rodzimych Chinach, lecz w innym regionie. Został nim w pełni elektryczny pickup eTerron 9, który zbudowano z myślą o globalnych rynkach zbytu.

### Zasięg rynkowy
W 2012 roku Maxus rozpoczął eksport swoich modeli do pierwszych państw zagranicznych obejmujących ościenne kraje Azji Wschodniej jak Filipiny czy Tajlandia. Rok później oficjalne operacje otwarto w Chile oraz w krajach Bliskiego Wschodu. W 2016 roku specjalnie z myślą o Wielkiej Brytanii i Irlandii zdecydowano się przywrócić do użytku markę LDV, pod którą rozpoczęto sprzedaż wybranych, wyłącznie dostawczych Maxusów z zachowaniem tego samego logo. W szerszym zakresie markę LDV wdrożono w tym samym czasie także do Australii i Nowej Zelandii, gdzie gamę wzbogacono także o vany i SUV-y. W lutym 2020 gama LDV w Wielkiej Brytanii i Irlandii została przemianowana na globalną markę Maxus, przez co nazwa LDV pozostała odtąd w użytku już tylko na Antypodach. 
Po tym, jak Maxus rozpoczął w 2014 roku stopniowe rozwijanie obecności w krajach Europy Zachodniej, w 2020 roku przedsiębiorstwo Alcomotive poinformowało, że stanie się oficjalnym importerem dostawczych modelu Maxusa w Polsce poczynając od 2021 roku. W tym samym czasie firma rozwinęła tez swoje operacje m.in. w Danii, Norwegii, Czechach czy Szwecji.

## Modele samochodów

### Obecnie produkowane

#### SUV-y
- Territory

#### Pickupy
- T70
- T90

#### Samochody elektryczne
- Mifa 5
- Mifa 7
- Mifa 9
- Dana M1
- Dana V1
- EV30
- EV70
- EV80
- EV90
- T90 EV
- eTerron 9

#### Samochody wodorowe
- Mifa

#### Minivany
- G50
- G50 Plus
- G70
- G10
- G20
- G20 Plus
- G90

#### Samochody dostawcze
- V70
- V80
- V90

#### Kampery
- H90
- V100

### Historyczne
- Istana (2009–2014)
- T60 (2016–2019)
- FCV80 (2017–2020)
- EV80 (2018–2020)
- EG10 (2015–2022)
- D90 (2017–2022)
- Euniq 5 (2019–2023)
- Euniq 6 (2019–2023)
- Euniq 7 (2019–2023)
- D60 (2019–2023)
- V80 Plus (2021–2023)
- EV80 Plus (2021–2023)
- D90 Pro (2022–2023)
- EV80 Pro (2023)
- V80 Pro (2023)
- Mifa 6 (2023–2024)

### Studyjne
- Maxus D90 Concept (2016)
- Maxus Tarantula (2017)
- Maxus D60 Concept (2018)
- Maxus Concept Pickup (2020)
- Maxus Mifa (2021)
- Maxus GST (2023)